# 嘉兴路街道 (上海市)
嘉兴路街道是中国上海市虹口区下辖的一个街道办事处，位于虹口区中东部，东至大连路，南至周家嘴路，西至虹口港，北至四平路，辖区面积2.63平方公里。户籍人口13.88万人（2009年）。

## 历史
历史上，嘉兴路街道辖区南部属于上海公共租界，北部为毗邻租界的工厂和平民区。1990年代以后，将四平路、周家嘴路辟为交通干道，上海轨道交通四号线在辖区内设海伦路站、临平路站，亦新建一批高层居住区。

## 行政区划
嘉兴路街道下辖37个居委会：兰言居委会、江夏居委会、金田居委会、垦业居委会、海伦居委会、庆源居委会、瑞康居委会、溧三居委会、天水居委会、庆阳居委会、安丘居委会、宝元居委会、泾东居委会、北街居委会、通州居委会、临平居委会、通海居委会、安乐居委会、岳州居委会、新陆居委会、海鸥居委会、香港丽园居委会、瑞虹新城第一居委会、飘鹰居委会、虹叶居委会、自建居委会、大连居委会、天镇居委会、天宝居委会、爱国居委会、虹关居委会、沙虹居委会、新港居委会、和平居委会、提兰新村居委会、张桥居委会、榆兰居委会。